# The Collection (box set, Toto)
The Collection je box set ameriške rock skupine Toto, ki je izšel leta 2008. Set vsebuje prvih sedem albumov skupine Toto in DVD Greatest Hits Live...and More, ki je pred tem že izšel leta 1992 na video kaseti. 

## Seznam skladb
Vse pesmi je napisal in uglasbil David Paich, razen kjer je posebej označeno.
| Disk 1: Toto | Disk 1: Toto           | Disk 1: Toto  | Disk 1: Toto |
| Št.          | Naslov                 | Pisec         | Dolžina      |
| ------------ | ---------------------- | ------------- | ------------ |
| 1.           | „Child's Anthem‟       |               | 2:46         |
| 2.           | „I'll Supply the Love‟ |               | 3:46         |
| 3.           | „Georgy Porgy‟         |               | 4:09         |
| 4.           | „Manuela Run‟          |               | 3:54         |
| 5.           | „You Are the Flower‟   | Bobby Kimball | 4:11         |
| 6.           | „Girl Goodbye‟         |               | 6:13         |
| 7.           | „Takin' It Back‟       | Steve Porcaro | 3:47         |
| 8.           | „Rockmaker‟            |               | 3:19         |
| 9.           | „Hold the Line‟        |               | 3:56         |
| 10.          | „Angela‟               |               | 4:45         |

| Disk 2: Hydra | Disk 2: Hydra               | Disk 2: Hydra                                                                 | Disk 2: Hydra |
| Št.           | Naslov                      | Pisec                                                                         | Dolžina       |
| ------------- | --------------------------- | ----------------------------------------------------------------------------- | ------------- |
| 1.            | „Hydra‟                     | David Hungate, Kimball, Steve Lukather, David Paich, S. Porcaro, Jeff Porcaro | 7:31          |
| 2.            | „St. George and the Dragon‟ |                                                                               | 4:45          |
| 3.            | „99‟                        |                                                                               | 5:16          |
| 4.            | „Lorraine‟                  |                                                                               | 4:46          |
| 5.            | „All Us Boys‟               |                                                                               | 5:03          |
| 6.            | „Mama‟                      | Paich, Kimball                                                                | 5:14          |
| 7.            | „White Sister‟              | Paich, Kimball                                                                | 5:39          |
| 8.            | „A Secret Love‟             | Paich, Kimball, S. Porcaro                                                    | 3:07          |

| Disk 3: Turn Back | Disk 3: Turn Back                   | Disk 3: Turn Back                           | Disk 3: Turn Back |
| Št.               | Naslov                              | Pisec                                       | Dolžina           |
| ----------------- | ----------------------------------- | ------------------------------------------- | ----------------- |
| 1.                | „Gift with a Golden Gun‟            | David Paich, Bobby Kimball                  | 4:00              |
| 2.                | „English Eyes‟                      | Paich, Kimball, Jeff Porcaro, Steve Porcaro | 6:11              |
| 3.                | „Live for Today‟                    | Steve Lukather                              | 4:00              |
| 4.                | „A Million Miles Away‟              | Paich                                       | 4:26              |
| 5.                | „Goodbye Elenore‟                   | Paich                                       | 4:52              |
| 6.                | „I Think I Could Stand You Forever‟ | Paich                                       | 5:25              |
| 7.                | „Turn Back‟                         | Kimball, Lukather                           | 3:58              |
| 8.                | „If It's the Last Night‟            | David Paich                                 | 4:28              |

| Disk 4: Toto IV | Disk 4: Toto IV         | Disk 4: Toto IV               | Disk 4: Toto IV |
| Št.             | Naslov                  | Pisec                         | Dolžina         |
| --------------- | ----------------------- | ----------------------------- | --------------- |
| 1.              | „Rosanna‟               | David Paich                   | 5:31            |
| 2.              | „Make Believe‟          | Paich                         | 3:43            |
| 3.              | „I Won't Hold You Back‟ | Steve Lukather                | 4:53            |
| 4.              | „Good for You‟          | Lukather, Bobby Kimball       | 3:17            |
| 5.              | „It's a Feeling‟        | Steve Porcaro                 | 3:05            |
| 6.              | „Afraid of Love‟        | Lukather, Paich, Jeff Porcaro | 3:52            |
| 7.              | „Lovers in the Night‟   | Paich                         | 4:25            |
| 8.              | „We Made It‟            | Paich, J. Porcaro             | 3:56            |
| 9.              | „Waiting for Your Love‟ | Kimball, Paich                | 4:12            |
| 10.             | „Africa‟                | Paich, J. Porcaro             | 4:55            |

| Disk 5: Isolation | Disk 5: Isolation  | Disk 5: Isolation                                      | Disk 5: Isolation |
| Št.               | Naslov             | Pisec                                                  | Dolžina           |
| ----------------- | ------------------ | ------------------------------------------------------ | ----------------- |
| 1.                | „Carmen‟           | David Paich, Jeff Porcaro                              | 3:25              |
| 2.                | „Lion‟             | Bobby Kimball, Paich                                   | 4:46              |
| 3.                | „Stranger in Town‟ | Paich, J. Porcaro                                      | 4:47              |
| 4.                | „Angel Don't Cry‟  | Fergie Frederiksen, Paich                              | 4:21              |
| 5.                | „How Does It Feel‟ | Steve Lukather                                         | 3:50              |
| 6.                | „Endless‟          | Paich                                                  | 3:40              |
| 7.                | „Isolation‟        | Frederiksen, Lukather, Paich                           | 4:04              |
| 8.                | „Mr. Friendly‟     | Frederiksen, Lukather, Paich, J. Porcaro, Mike Porcaro | 4:22              |
| 9.                | „Change of Heart‟  | Frederiksen, Paich                                     | 4:08              |
| 10.               | „Holyanna‟         | Paich, J. Porcaro                                      | 4:19              |

| Disk 6: Fahrenheit | Disk 6: Fahrenheit          | Disk 6: Fahrenheit                   | Disk 6: Fahrenheit |
| Št.                | Naslov                      | Pisec                                | Dolžina            |
| ------------------ | --------------------------- | ------------------------------------ | ------------------ |
| 1.                 | „Till the End‟              | David Paich, Joseph Williams         | 5:17               |
| 2.                 | „We Can Make It Tonight‟    | Barry Bregman/Jeff Porcaro, Williams | 4:16               |
| 3.                 | „Without Your Love‟         | Paich                                | 4:33               |
| 4.                 | „Can't Stand It Any Longer‟ | Steve Lukather, Paich, Williams      | 4:40               |
| 5.                 | „I'll Be Over You‟          | Randy Goodrum, Lukather              | 3:50               |
| 6.                 | „Fahrenheit‟                | Paich, J. Porcaro, Williams          | 4:39               |
| 7.                 | „Somewhere Tonight‟         | Lukather, Paich, J. Porcaro          | 3:46               |
| 8.                 | „Could This Be Love‟        | Paich, Williams                      | 5:14               |
| 9.                 | „Lea‟                       | Steve Porcaro                        | 4:29               |
| 10.                | „Don't Stop Me Now‟         | Lukather, Paich                      | 3:05               |

| Disk 7: The Seventh One | Disk 7: The Seventh One  | Disk 7: The Seventh One                  | Disk 7: The Seventh One |
| Št.                     | Naslov                   | Pisec                                    | Dolžina                 |
| ----------------------- | ------------------------ | ---------------------------------------- | ----------------------- |
| 1.                      | „Pamela‟                 | David Paich, Joseph Williams             | 5:11                    |
| 2.                      | „You Got Me‟             | Paich, J. Williams                       | 3:11                    |
| 3.                      | „Anna‟                   | Steve Lukather, Randy Goodrum            | 4:58                    |
| 4.                      | „Stop Loving You‟        | Lukather, Paich                          | 4:29                    |
| 5.                      | „Mushanga‟               | Paich, Jeff Porcaro                      | 5:35                    |
| 6.                      | „Stay Away‟              | Paich, Lukather                          | 5:31                    |
| 7.                      | „Straight for the Heart‟ | Paich, J. Williams                       | 4:09                    |
| 8.                      | „Only the Children‟      | Paich, Lukather, J. Williams             | 4:11                    |
| 9.                      | „A Thousand Years‟       | J. Williams, Mark T. Williams, Paich     | 4:53                    |
| 10.                     | „These Chains‟           | Lukather, Goodrum                        | 4:59                    |
| 11.                     | „Home of the Brave‟      | Paich, Lukather, Jimmy Webb, J. Williams | 6:51                    |

| Disk 8: Greatest Hits Live...and More | Disk 8: Greatest Hits Live...and More   | Disk 8: Greatest Hits Live...and More           | Disk 8: Greatest Hits Live...and More |
| Št.                                   | Naslov                                  | Pisec                                           | Dolžina                               |
| ------------------------------------- | --------------------------------------- | ----------------------------------------------- | ------------------------------------- |
| 1.                                    | „Intro ("Child's Anthem")‟              | David Paich                                     | 2:47                                  |
| 2.                                    | „Africa‟                                | Paich, Jeff Porcaro                             | 6:58                                  |
| 3.                                    | „Georgy Porgy‟                          | Paich                                           | 5:55                                  |
| 4.                                    | „I'll Be Over You‟                      | Steve Lukather, Randy Goodrum                   | 5:03                                  |
| 5.                                    | „David Paich Solo Spot‟                 | Paich                                           | 2:41                                  |
| 6.                                    | „I Won't Hold You Back‟                 | Lukather                                        | 5:37                                  |
| 7.                                    | „Little Wing (Tribute to Jimi Hendrix)‟ | Jimi Hendrix                                    | 3:43                                  |
| 8.                                    | „Without Your Love‟                     | Paich                                           | 7:39                                  |
| 9.                                    | „English Eyes‟                          | Paich, Bobby Kimball, J. Porcaro, Steve Porcaro | 4:23                                  |
| 10.                                   | „Rosanna‟                               | Paich                                           | 7:26                                  |
| 11.                                   | „Afraid of Love‟                        | Lukather, Paich, J. Porcaro                     | 3:58                                  |
| 12.                                   | „Hold the Line‟                         | Paich                                           | 3:50                                  |
| 13.                                   | „Bonus materials‟                       |                                                 |                                       |

## Zasedba

### Toto
- Bobby Kimball – solo vokal, spremljevalni vokal (Toto-Toto IV)
- Steve Lukather – kitare, solo vokal, spremljevalni vokal
- Jeff Porcaro – bobni, tolkala
- David Paich – klaviature, spremljevalni vokal
- Mike Porcaro – bas kitara, spremljevalni vokal (Isolation-Greatest Hits Live...and More)
- Fergie Frederiksen – vokal (Isolation)
- Steve Porcaro – klaviatura, sintetizatorji, vokal (Toto-Fahrenheit)
- Joseph Williams – vokal (Fahrenheit in The Seventh One)
- David Hungate – bas kitara (Toto-Toto IV)